# Randall Forsberg
Randall Caroline Forsberg (* 23. Juli 1943; † 19. Oktober 2007 in New York) war eine US-amerikanische Abrüstungsexpertin und Friedensaktivistin.

## Leben
Forsberg begann ihre berufliche Karriere 1968 als Sekretärin am Stockholm International Peace Research Institute und wurde eine weltweit anerkannte Abrüstungsexpertin. Sie sprach auf der Friedensdemonstration im Bonner Hofgarten 1981. Sie organisierte einen Friedensmarsch am 12. Juni 1982 durch New York City. Mit 750.000 Teilnehmern war die "Peace Rally" eine der größten politischen Demonstrationen in der Geschichte der USA.